# Hillensberg
Hillensberg is een dorp in de gemeente Selfkant binnen de Kreis Heinsberg.

## Geschiedenis
Hillensberg werd voor het eerst vermeld in 1170 als Hilleneseick. Het behoorde tot het Ambt Born van het Hertogdom Gulik. Via Pruisen (1815) kwam het bij Duitsland, waarna het later nog even tijdelijk, gedurende de periode 1949-1963, tot Nederland behoorde. Op 1 juli 1969 werd het dorp aan de gemeente Selfkant toegevoegd.
Een katholieke gemeenschap bestond er reeds tijdens het eerste millennium, maar pas in de 16e eeuw zijn er schriftelijke bronnen waarin sprake was van een zelfstandige parochie.
Ongeveer de helft van de bevolking van het Limburgse dorp Doenrade ging in Hillensberg naar de kerk, totdat Doenrade in 1872 zijn eigen kerk kreeg.

## Bezienswaardigheden
- De Sint-Michaëlkerk, 11e-eeuwse zaalkerk in Maaskeien en mergelsteen. In 1667 werd de westgevel met baksteen bekleed, in 1713 werd het koor afgebroken en de kerk met twee traveeën uitgebreid, in 1840 kwam het houten tongewelf tot stand. In 1996 werd een 18e-eeuws fresco van de Heilige Michaël blootgelegd.
- Vierkantshoeve aan Bergstrasse 1, van 1708.'
- Enkele wegkruisen.

## Natuur en landschap
Het dorp ligt op een hoogte van ongeveer 82 meter. De hoofdstraat (Bergstrasse) loopt via een steilrand omhoog naar het Plateau van Doenrade. De weg stijgt daarbij van 62 naar 98 meter. Met 101,6 meter is de Schlouner Berg het hoogste punt van de gemeente Selfkant, waar Hillensberg deel van uitmaakt.
Hillensberg ligt in een landbouwgebied (löss) en ten westen van de kom ligt een klein hellingbos. In het westen, oosten en zuiden bevindt zich de Duits-Nederlandse grens.

## Nabijgelegen kernen
Wehr, Süsterseel, Bingelrade, Doenrade, Sittard
Dieck · Großwehrhagen · Havert · Heilder · Hillensberg · Höngen · Isenbruch · Kleinwehrhagen · Millen · Millen-Bruch · Saeffelen · Schalbruch · Stein · Süsterseel · Tüddern · Wehr

Kreis Heinsberg · Regierungsbezirk Keulen · Noordrijn-Westfalen